# Tallulah
Tallulah  è un nome proprio di persona inglese femminile.

## Varianti
- Femminili: Talulah[3], Talullah[3], Tallula[3], Talula[3], Talulla[3]

## Origine e diffusione

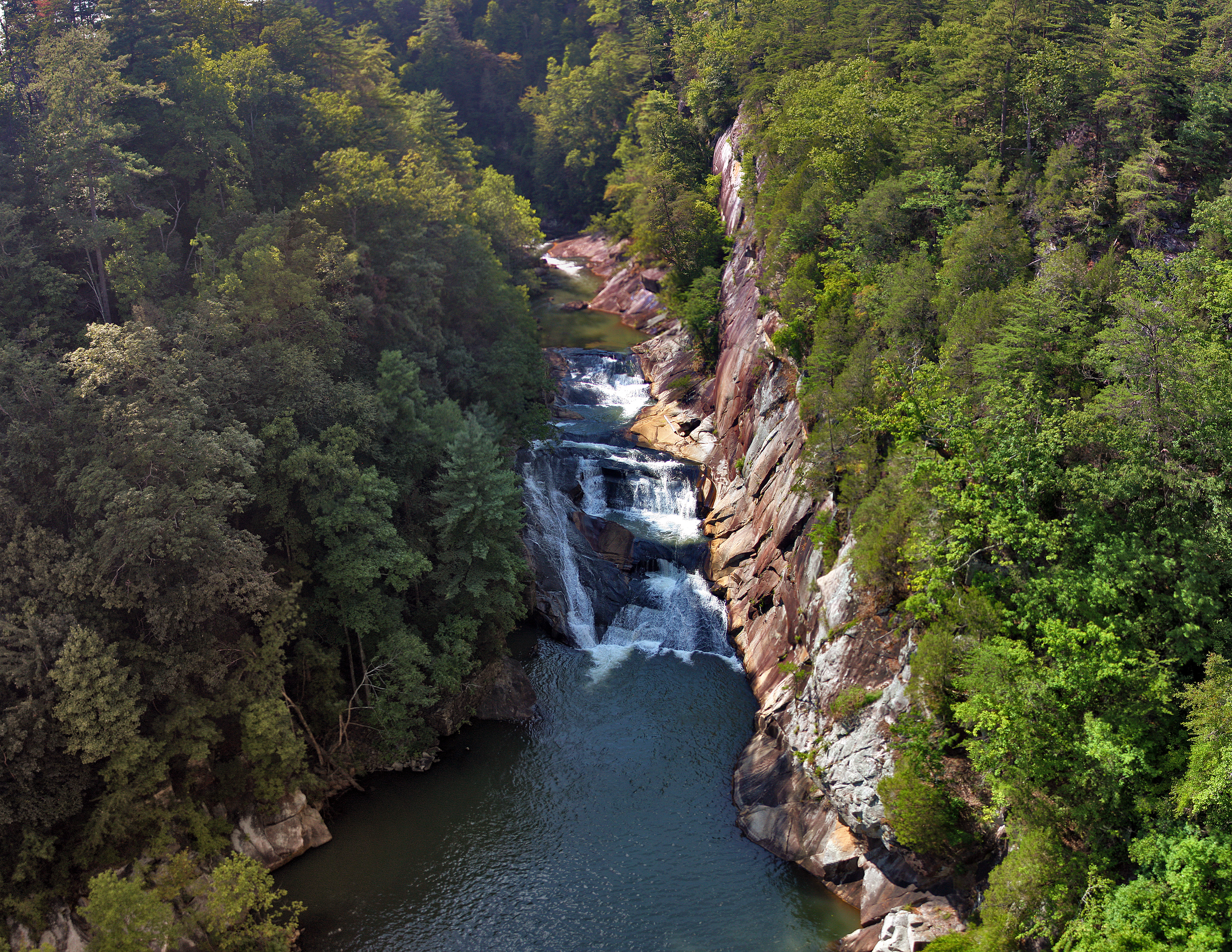
Le Tallulah Falls lungo il fiume Tallulah

Nome di scarsa diffusione, riprende quello del fiume Tallulah, in Georgia, o delle omonime cascate che si trovano lungo il suo corso; il fiume e le cascate divennero una meta turistica piuttosto popolare nel XIX secolo, e le agenzie turistiche locali s'inventarono un significato accattivamente per il loro nome, cioè "acque fragorose". In realtà, il toponimo deriva probabilmente da talula, un vocabolo nella lingua degli oconee (una tribù della zona) che vuol dire "città", "paese": originariamente era il nome di un villaggio cherokee che sorgeva lunge le rive settentrionali del fiume, che poi è passato ad indicare il corso d'acqua.
Popolarmente, a Tallulah vengono attribuite anche altre origini: ad esempio viene detto di origine choctaw, col significato di "acque che saltano", ma "acqua" in choctaw si dice oka. Viene anche ricondotto ad un antico nome irlandese, Tuilelaith o Tuileflaith (un composto di tuile, "abbondanza" e flaith, "principessa", da cui anche Iarfhlaith e Órfhlaith), il quale viene anglicizzato nella forma Talulla; tuttavia la connessione tra i due è recente e paretimologica.

## Onomastico
Il nome è adespota, cioè non è portato da nessuna santa. L'onomastico quindi ricorre il 1º novembre, giorno di Ognissanti.

## Persone

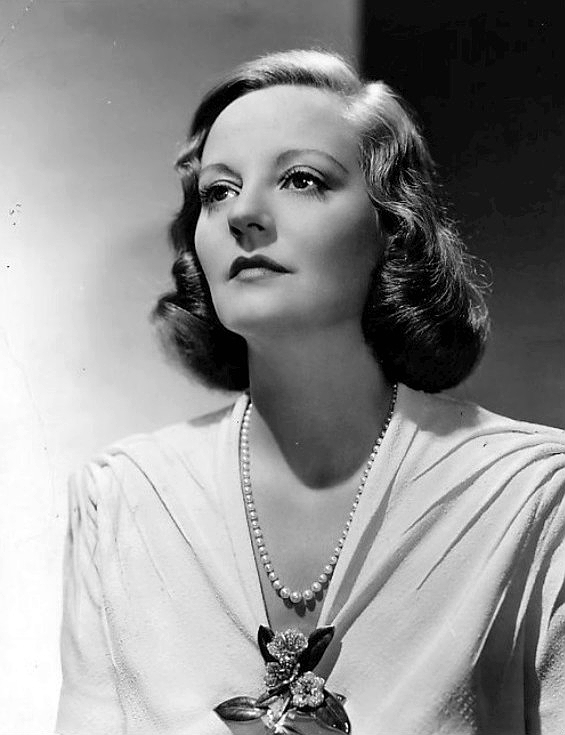
Tallulah Bankhead

- Tallulah Bankhead, attrice teatrale statunitense

### Varianti
- Talulah Riley, attrice britannica

## Il nome nelle arti
- Tallulah è un personaggio del film del 1976 Piccoli gangsters, diretto da Alan Parker.
- Tallulah è un personaggio del film del 2007 I Robinson - Una famiglia spaziale, diretto da Stephen J. Anderson.
- Tallulah è la protagonista dell'omonimo film del 2016 diretto da Sian Heder.
- Tallulah è un personaggio della serie animata CatDog.
- Tallulah è la ragazza a cui è dedicata la canzone omonima dei Sonata Arctica, tratta dall'album Silence.
- Talulla è un personaggio dei romanzi di Glen Duncan L'alba di Talulla e L'ultimo lupo mannaro.
- Tallulah Hart è protagonista della serie telev'siva L'estate in cui imparammo a volare, tratta dall'omonimo libro.
- Jennifer Tallulah Humphrey è un personaggio della serie di romanzi Gossip Girl, scritta da Cecily von Ziegesar, e dell'omonima serie televisiva.
- Tallulah Riggs-Wentworth è un personaggio del film del 2006 Amore e altri disastri, diretto da Alek Keshishian.
- Talullah è la ragazza a cui è dedicata la canzone omonima dei Jamiroquai.